# Đoàn Thiếu niên Triều Tiên

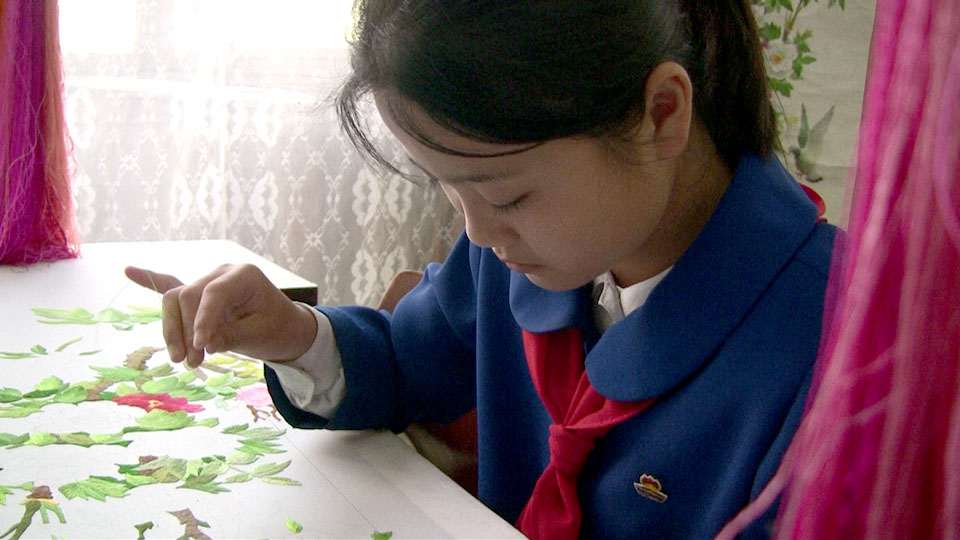
Thành viên Đoàn Thiếu niên Triều Tiên tại Cung Thiếu nhi Mangyongdae

Đoàn Thiếu niên Triều Tiên (KCU) là tiền thân của Đoàn Thanh niên Yêu nước Xã hội chủ nghĩa Bắc Triều Tiên đóng góp cho phong trào thanh niên và tiền phong của Cộng hòa Dân chủ Nhân dân Triều Tiên. Nó dành cho trẻ em từ sáu đến mười lăm tuổi và là một tổ chức chính trị có liên kết với Đảng Lao động Triều Tiên. Phân nhánh mặc đồng phục của tổ chức này gọi là Đội Thiếu niên Tiền phong (bao gồm cả các học viên của Trường Cách mạng Cờ Đỏ Mangyongdae), nơi tiếp nhận trẻ em và thanh thiếu niên từ 9 đến 15 tuổi. Tổ chức này điều hành các chi hội ở các trường tiểu học và trung học trên toàn quốc. Nó dạy trẻ em về Juche và các hệ tư tưởng khác đằng sau hệ thống của Bắc Triều Tiên. Thanh niên trên 15 tuổi có thể tham gia Đoàn Thanh niên Yêu nước Xã hội chủ nghĩa.
Các thành viên tiềm năng thường được chào đón chính thức vào một ngày lễ quan trọng như Ngày Mặt Trời, Ngày Thành lập Quân đội hoặc Ngày Thành lập Chính quyền Nhân dân. Nó được coi là một dịp quan trọng trong cuộc đời của một đứa trẻ. Vào những ngày như vậy, trẻ em mẫu giáo chính thức được kết nạp và tiếp nhận khăn quàng cổ màu đỏ và ghim cài áo. Học sinh lớp ba từ các trường tiểu học thường được chào đón vào Đoàn Thiếu niên Triều Tiên trong các buổi lễ đầu tư vào những ngày này.